# Westralaoma scitula
Westralaoma scitula är en snäckart som beskrevs av Tom Iredale 1939. Westralaoma scitula ingår i släktet Westralaoma och familjen punktsnäckor. Inga underarter finns listade i Catalogue of Life.